# Гинцбург, Александр Леонидович
Алекса́ндр Леони́дович Ги́нцбург (род. 10 ноября 1951, Москва) — советский и российский микробиолог, директор НИЦЭМ им. Н. Ф. Гамалеи (с 1997 года), академик РАН (2013; с 2004 — академик РАМН). Лауреат Государственной премии Российской Федерации в области науки и технологий (2020).

## Биография
Родился 10 ноября 1951 года.
В 1974 году окончил биологический факультет МГУ (на момент поступления — биолого-почвенный факультет).
После окончания университета в течение 7 лет работал в биологическом отделе Института атомной энергии им. Курчатова (Москва) под руководством молекулярного генетика Р. Б. Хесина-Лурье.
В 1981 году во ВНИИ генетики и селекции промышленных микроорганизмов защитил диссертацию на соискание учёной степени кандидата биологических наук по теме «Влияние мутаций Escherichia coli, изменяющих фактор терминации транскрипции, на развитие четных Т-фагов».
С 1982 года по настоящее время работает в Научно-исследовательском институте эпидемиологии и микробиологии АМН СССР (ныне НИЦЭМ им. Н. Ф. Гамалеи).
В 1989 году в НИЦЭМ защитил диссертацию на соискание учёной степени доктора биологических наук по теме «Формирование, распространение и экспрессия детерминант патогенности Vibrio cholerae и jersinia Pseudotuberculosis — процессы, определяемые мигрирующими генетическими элементами».
С 1997 года — директор НИЦЭМ.
С 2000 года — заведующий кафедрой инфектологии медико-профилактического факультета послевузовского профессионального образования Московской медицинской академии имени И. М. Сеченова.
В 2000 году избран членом-корреспондентом, а в 2004 году — академиком РАМН. В 2013 году стал академиком Российской академии наук (в рамках присоединения РАМН к РАН).

## Семья
- Отец, Леонид Леонидович Гинцбург (1925—2018) — доктор технических наук, профессор, заведующий лабораторией НАМИ, заслуженный деятель науки и техники РФ[2][5].

## Научная деятельность
Специалист в области молекулярной биологии патогенных микроорганизмов.
Выдвинул и обосновал положение о том, что гены факторов патогенности входят в состав мобильных генетических элементов.
Сформулировал концепцию, согласно которой одним из механизмов, позволяющих возбудителям сапронозов формировать эндемичные природные очаги, является способность патогенных бактерий сохранять жизнеспособность в объектах внешней среды в межэпидемические периоды в некультивируемом состоянии.
Член редколлегий ведущих российских журналов по медицинской микробиологии: ЖМЭИ и «Молекулярная генетика, микробиология и вирусология».
Член президиума Всероссийского общества микробиологов и эпидемиологов имени И. И. Мечникова.

## Награды
- Орден Александра Невского (8 ноября 2021 года) — за заслуги в области здравоохранения и многолетнюю добросовестную работу[6].
- Орден Дружбы (29 апреля 2019 года) — за большой вклад в развитие здравоохранения и многолетнюю добросовестную работу[7].
- Премия Правительства Российской Федерации (в составе группы, за 2003 год) — за разработку технологии, организацию промышленного выпуска и внедрение в медицинскую практику готовых лекарственных форм нового отечественного препарата «Циклоферон»[8].
- Государственная премия Российской Федерации в области науки и технологий за 2020 год, за разработку и внедрение в практику отечественного здравоохранения эффективных рекомбинантных вакцин против лихорадки Эбола и новой коронавирусной инфекции (COVID-19), а также за разработку технологии конструирования вирусных систем доставки кассет со вставкой гена гликопротеина вируса Эбола и гена S-белка SARS-CoV-2[9].
- Знак Российского еврейского конгресса Global Influence Award (2021)[10].
- Премия Федерации еврейских общин России «Скрипач на крыше» в номинации «Наука» (2021) — «за выдающийся вклад в развитие отечественной эпидемиологии»[11].

## Основные работы
- Бондаренко В. М., Гинцбург А. Л., Лиходед В. Г. Микробный фактор и врожденный иммунитет в патогенезе атеросклероза. — Тверь: Триада, 2013. — 95 с.
- Пальцев М. А., Гинцбург А. Л., Белушкина Н. Н. Биологическая безопасность: глоссарий. — М.: Русский врач, 2006. — 446 с.
- Бухарин О. В., Гинцбург А. Л., Романова Ю. М., Эль-Регистан Г. И. Механизмы выживания бактерий. — М.: Медицина, 2005. — 366 с.
- Литвин В. Ю., Гинцбург А. Л., Пушкарева В. И. и др. Эпидемиологические аспекты экологии бактерий / Под ред. С. В. Прозоровского. — М.: Фармарус-Принт, 1997. — 256 с.